# بوير (ألمانيا)
بوير (بالألمانية: Buer) هي أكبر ضاحية غلزنكيرشن في شمال الراين-وستفاليا.

## تاريخ
في عام 1928، اندمجت مدن بوير، غلزنكيرشن وهورست المتجاورة لتشكل غلزنكيرشن-بوير، والتي أعيدت تسميتها باسم غلزنكيرشن في عام 1930.
كان مصنع الزيوت الاصطناعية شولفين/بويرهدفًا للقصف في حملة النفط في الحرب العالمية الثانية (نجا مبنى بلدية بوير في شكله الأصلي تقريبًا).

## أشخاص بارزون
- غيرد فالتينغز، عالم رياضيات ألماني عرف أساسا بفضل مساهماته في الهندسة الجبرية.